# Dallas City Hall

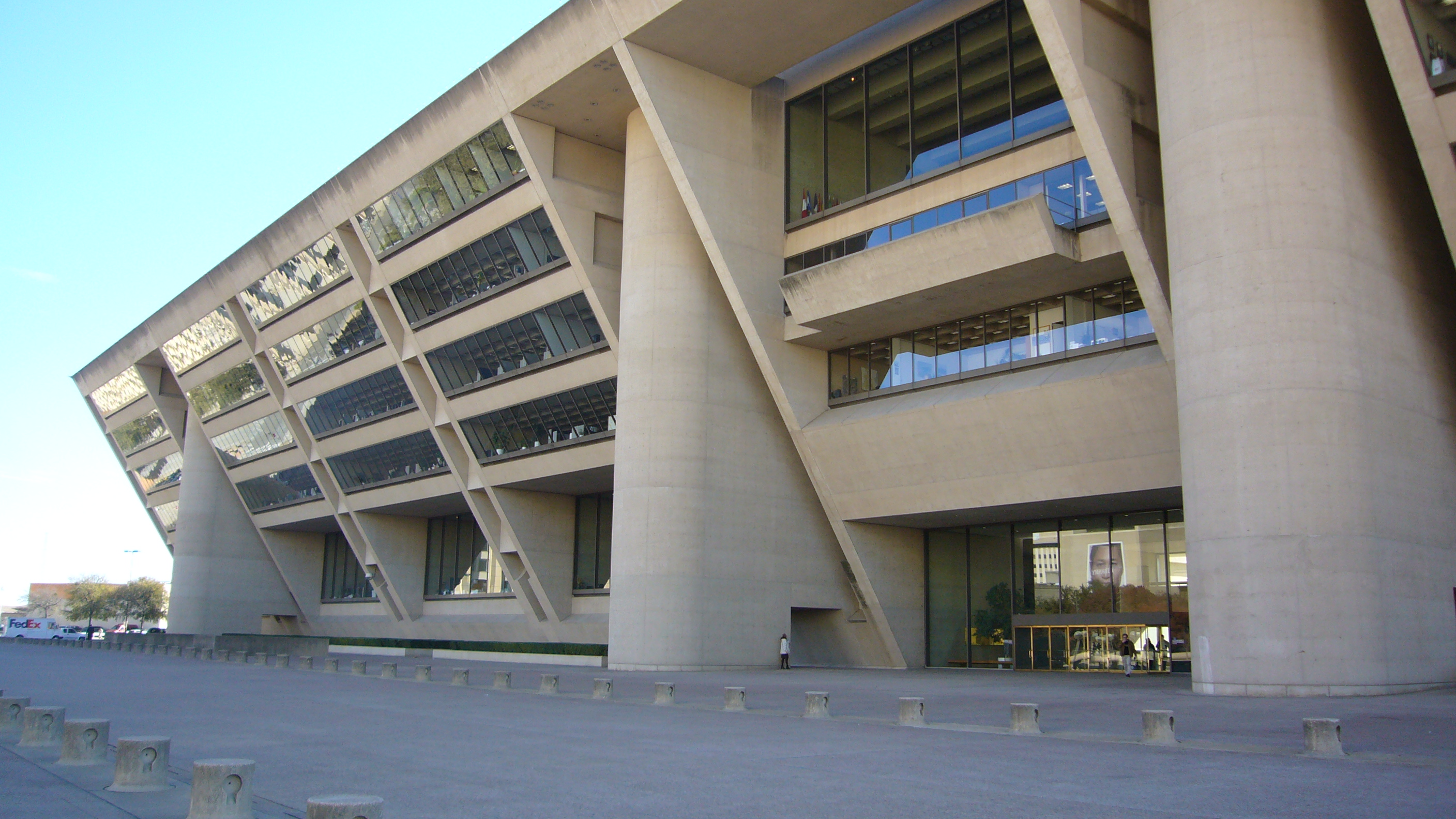
Dallas City Hall

Die Dallas City Hall ist das Rathaus von Dallas in Texas. Das nach sechs Jahren 1978 fertiggestellte Gebäude wurde von den Architekten Theodore Musho und Ieoh Ming Pei erbaut und befindet sich im Government District in Downtown Dallas. Die heutige City Hall ist die fünfte in der Stadtgeschichte. Aus Raumgründen – die Bürgerbüros in den unteren Etagen benötigen weniger Platz als die der Stadtverwaltung in den oberen – hat sie die Form einer umgedrehten Pyramide und besitzt neun Stockwerke. Auf der Plaza davor stehen Skulpturen von Henry Moore.